# Гребенкин, Игорь Николаевич
Игорь Николаевич Гребенкин (род. 17 февраля 1966, Рязань) — российский историк. Доктор исторических наук, профессор кафедры истории России Рязанского государственного университета им. С. А. Есенина,

## Биография
В 1988 году с отличием окончил Рязанский государственный радиотехнический институт. Служил в Советской армии в офицерских должностях (истребительная авиация ПВО страны, 191-й истребительный авиаполк, г. Ефремов, Московский ордена Ленина округ ПВО), После увольнения из армии в 1990-х годах работал на производстве, в коммерческом банке.
В 2002 году с отличием окончил факультет истории Рязанского государственного университета имени С. А. Есенина, где трудится с 2004 г . Доктор исторических наук (2011), профессор кафедры истории России (2012), старший научный сотрудник научно-образовательного центра историко-гуманитарных и социально-экономических исследований.
Лауреат конкурса на лучшую научную книгу 2010 года (награждён дипломом фонда развития отечественного образования за книгу "Русский офицер в годы мировой войны и революции 1914—1918 гг.).

## Научная деятельность
Сфера научных интересов: социально-политические процессы в России в эпоху модернизации, история общественной мысли и общественных движений России конца XIX — начала XX века, проблемы армии и общества в истории России, история русского зарубежья.
Кандидатская диссертация «Первый Кубанский поход Добровольческой армии и его место в истории Гражданской войны» выполнена на кафедре истории России Рязанского государственного университета имени С. А. Есенина 2004 г. (научный руководитель — проф. П. В. Акульшин).
Докторская диссертация «Социально-политическая эволюция офицерского корпуса российской армии 1914—1918 гг.» выполнена на кафедре истории России Рязанского государственного университета имени С. А. Есенина 2011 г. (научный консультант — проф. П. В. Акульшин).
Член редколлегии научных журналов «Вестник Рязанского государственного университета имени С. А. Есенина», «Вестник Брянского государственного университета», официальный рецензент международного научного журнала «Przegląd Wschodnioeuropejski» (университет Вармии и Мазур в Ольштыне, Польша).
Публиковался в журналах «Российская история», «Вопросы истории», «Новейшая история России», «Исторический архив», «Новая и новейшая история», «Диалог со временем» и др.
Участник и руководитель научных проектов Российского фонда фундаментальных исследований и Российского научного фонда.
Автор трех монографий и более 150 научных работ. Работы И.Н, Гребенкина переведены на английский, польский, венгерский, сербский языки.

## Труды

### Монографии:
- Добровольцы и Добровольческая армия: на Дону и в «Ледяном» походе. — Рязань, 2005, (2-я редакция: Добровольческая армия в «Ледяном» походе. — Москва, 2022)
- Русский офицер в годы мировой войны и революции. 1914—1918 гг. — Рязань, 2010. (2-я редакция: Долг и выбор. Русский офицер в годы мировой войны и революции. 1914—1918 гг. — Москва, 2015)
- Революционная Россия и военный вопрос. От Севастополя до Цусимы (в соавт. с А. С. Романикой) — Москва, 2021.

### Документальные публикации:
- «Была бы справедливость, о большем и не мечтали» Воспоминания солдата Первой мировой войны // Исторический архив. 2007. № 4.
- «Наша бригада выполнила свою задачу». Воспоминания бойца ОМСБОН НКВД СССР М.И. Молоткова // Исторический архив. 2010. № 2.
- «Ожидается ужасная бойня. Еще не было ни одной такой войны» Из воспоминаний рязанского историка С.Д. Яхонтова // Исторический архив. 2014. № 3. (в соавт. с П. В. Акульшиным)
- Российский Дальний Восток 90-х годов XIX века. Из воспоминаний генерал-лейтенанта В.А. Альфтана // Исторический архив. 2024. № 5.
- «…Убежден в конечном торжестве русского оружия…»: воспоминания Бориса Александровича Энгельгардта (1877—1945) — СПб., 2025.

### Избранные статьи:
На русском языке
- Генерал Л.Г. Корнилов: штрихи к портрету // Отечественная история. 2005. № 4.
- Первый Кубанский («Ледяной») поход Добровольческой армии // Вопросы истории. 2006. № 6. (в соавт. с П. В. Акульшиным)
- Белые добровольцы-«первопоходники»: облик и традиции // Вестник Санкт-Петербургского университета. Серия 2. История. 2007. Вып. 2.
- Российское офицерство и политическая жизнь России в начале XX в. // Вестник Тамбовского университета. Серия Гуманитарные науки. 2009. Вып. 3(71).
- Ставка Верховного главнокомандующего и противостояние политических сил в 1914-1916 гг. // Вестник Рязанского государственного университета имени С.А. Есенина. 2009. № 1(21).
- От войны к революции: политические настроения российского офицерства в 1914–1917 гг. // Диалог со временем. Вып. 29. Мир и война: аспекты интеллектуальной истории. М., 2009.
- Офицерство российской армии в годы Первой мировой войны // Вопросы истории. 2010. № 2.
- Высшее военное командование и политическая жизнь России в годы Первой мировой войны // Вестник Новосибирского государственного университета. Серия: История, филология 2010. Т. 9, вып. 1: История.
- Василий Витальевич Шульгин // Вопросы истории. 2010. № 5. (в соавт. с А. В. Репниковым)
- Военная история: направления поиска, методы, проблемы // Исторические исследования в России – III. Пятнадцать лет спустя. М., 2011. (в соавт. с П. В. Акульшиным)
- Первая мировая: Великая «забытая» война // Исторические исследования в России – III. Пятнадцать лет спустя. М., 2011. (в соавт. с И. Б. Беловой)
- Ставка Верховного главнокомандующего в февральском перевороте 1917 г. // Современная наука: актуальные проблемы теории и практики. Серия «Гуманитарные науки». 2012. № 1.
- Русское зарубежье в 1920-1930-х гг. как пространство культурно-воспитательной и образовательной деятельности // Психолого-педагогический поиск. 2013. № 1(25).
- Балканские войны в российской историографии: 100 лет изучения // Македонски преглед. 2013. № 1.
- Историко-культурный стандарт: концепция, рекомендации, содержание // Вестник Рязанского государственного университета имени С.А. Есенина. 2013. № 4(41). (в соавт. с П. В. Акульшиным)
- Армия военного времени как пространство социального конфликта // Великая война: сто лет. – М.; СПб.: Нестор-История, 2014.
- «Раз дело касается отечественной обороны, то цель оправдывает средства» Забытые пророчества генерал-адъютанта князя В.С. Кочубея // Родина. 2014. № 8. (в соавт. с П. В. Акульшиным)
- Разложение российской армии в 1917 г.: факторы и акторы процесса // Новейшая история России. 2014. № 3.
- Военный вопрос и революция в общественно-политическом наследии А.И. Герцена и Н.П. Огарева // Вестник Рязанского государственного университета имени С.А. Есенина. 2016. № 4(53). (в соавт. с А. С. Романикой)
- Армия военного времени в политическом процессе России 1917 года // Вестник НГУ. Серия: История, филология. 2018. Т. 17, № 8: История.
- Военный вопрос в идеологии и практике социалистов-революционеров на рубеже XIX–XX вв. // Ученые записки Орловского государственного университета. №4 (81), 2018. (в соавт. с А. С. Романикой)
- 100-летие российской революции: юбилейные вехи отечественной историографии // Новейшая история России. 2019. Т. 9. № 2. (в соавт. с П. В. Акульшиным)
- Военная бюрократия и военные бюрократы: от Российской империи к Республике Советов // Новейшая история России. 2020. Т. 10.
- Б.А. Энгельгардт – офицер, политик, мемуарист // Российская история. 2021. № 3. (в соавт. с П. В. Акульшиным)
- Балканский кризис и эволюция революционно-демократического движения в России в 1870-х годах // Вестник Рязанского государственного университета имени С.А. Есенина. 2023. № 2(79). (в соавт. с А. С. Романикой)
- Финляндский кадетский корпус в официальной истории и свидетельствах современников (XIX – начало XX вв.) // Ежегодник финно-угорских исследований. 2024. Т. 18. № 1. (в соавт. с М. Г. Загорой)
- Генерал-лейтенант В.А. Альфтан и его воспоминания // Новейшая история России. 2025. Т. 15, № 1.

На иностранных языках
- Az I. világháború és Oroszország nemzeti érdekei. A pánszlávizmustól a proletár internacionalizmusig // Világtörténet, (37), 2015/3. (együttműködésben a P. Akulsin)
- Russian army officers and soldiers as sides of social conflict // ACTA 2014. World War One 1914-1918. 40th International Congress of Military History. Varna, Bulgaria, 31 August – 5 September 2014. Sofia, 2016.
- From War to Revolution. Political Aspects of the Mood of Russian Officers between 1914 and 1917 // Russian Studies in History, vol. 56, no. 3, 2017.
- The Stavka of the Supreme High Command during the Revolution of February 1917 // Russian Studies in History, vol. 56, no. 3, 2017.
- The Disintegration of the Russian Army in 1917: Factors and Actors in the Process // Russian Studies in History, vol. 56, no. 3, 2017.
- General L.G. Kornilov: A Rough Sketch for a Character Portrait // Russian Studies in History, vol. 56, no. 3, 2017.
- Revolution and Counterrevolution. The Officers’ Image // Russian Studies in History, vol. 56, no. 3, 2017.
- Rewolucja 1917 roku a transformacja struktur wojskowo-biurokratycznych w Rosji // Dzieje biurokracji. Tom VIII. Lublin: “Libra”, 2018.
- Фазе у развоју руске друштвено-политичке мисли и историографије о балканским ратовима 1912–1913 године // Војноисторијски гласник. 1/2018.
- Armia czasów wojny w procesie politycznym w Rosji w 1917 roku // Przegląd wschodnioeuropejski X/1 2019.